# 넵킨스
넵킨스(1984년 3월 24일 ~)는 대한민국의 가수다. 2005년 뮤지컬 '루나틱'으로 데뷔했다.

## 학력
- 예원예술대학교 실용음악학

## 방송
- 못말리는 결혼 (2007)
- WANNA B (2017) - 4위
- 보컬플레이 (2018)
- 더 인플루언서 (2024) - 61위

## 수상
- 연예총 한국가요창작협회 가요창작인 작가상 (2018)